# Famille Cassini
Pour les articles homonymes, voir Cassini.
La famille Cassini est une famille d'origine italienne naturalisée française ayant compté parmi elle une lignée père-fils de quatre astronomes et cartographes renommés (numérotés de I à IV par les généalogistes), faits comtes d'Empire puis pairs de France. On leur doit entre autres de nombreux travaux d'astronomie ainsi que la réalisation de la carte de Cassini.
Cette famille, aujourd'hui éteinte, s'est fondue au XIXe siècle dans la famille de Vuillefroy de Silly, par le mariage d'Aline de Cassini avec François-Joseph de Vuillefroy, dont leur petit fils Félix de Vuillefroy-Cassini releva le nom en 1865.

## Histoire

### Jean-Dominique (Giovanni Domenico) Cassini

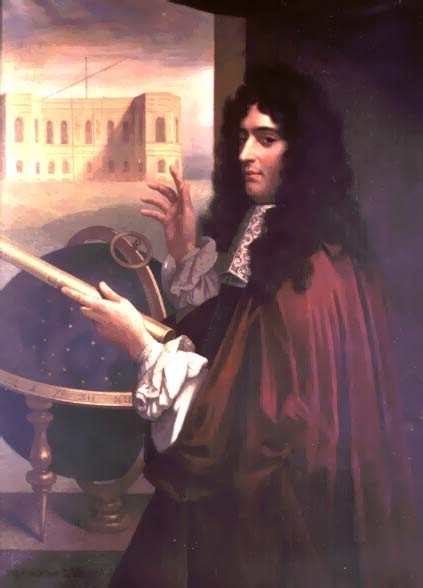
Jean-Dominique Cassini. En arrière-plan, l'observatoire de Paris dont il fut le premier directeur

Né à Perinaldo dans le duché de Savoie en 1625, il travaille de 1648 à 1669 à l'observatoire de Panzano (aujourd'hui partie de Castelfranco Emilia) et enseigne la géométrie euclidienne et l'astronomie de Ptolémée (selon la doctrine de l'Église catholique) à l'université de Bologne, où il remplace en 1650 Bonaventura Cavalieri. Il obtient bientôt une telle réputation que le sénat de Bologne et le pape le chargent de plusieurs missions scientifiques et politiques.
Attiré en France par Colbert en 1669, il s'y fait naturaliser et il est reçu membre de l'Académie des sciences fondée deux ans plus tôt. Il dirige, à la demande de Louis XIV, l'observatoire de Paris à partir de 1671.
Il participe à la découverte de la variation d'intensité de la pesanteur en fonction de la latitude au cours d'un voyage à Cayenne.
Il découvre la Grande Tache rouge de Jupiter en 1665, et détermine la même année la vitesse de rotation de Jupiter, Mars et Vénus. Il découvre également quatre satellites de Saturne (Japet en 1671, Rhéa en 1672, Téthys et Dioné en 1684), ainsi que la division de Cassini des anneaux de Saturne en 1675. En 1673, il fait la première mesure précise de la distance de la Terre au Soleil, grâce à la mesure de la parallaxe de Mars déduite des observations de Jean Richer à Cayenne.
En 1683, il détermine la parallaxe du Soleil. Vers 1690, il est le premier à observer la rotation différentielle dans l'atmosphère de Jupiter. Devenu aveugle en 1710, il meurt deux ans plus tard à Paris, le 14 septembre 1712.
Il publie de 1668 à 1693 les Éphémérides des satellites de Jupiter et rédige un grand nombre de mémoires, dont une partie a été réunie sous le titre d'Opera astronomico en 1728.
Jean-Dominique épouse Geneviève Delaistre, fille du lieutenant général de Clermont en Beauvaisis, et achète la terre de Thury (Oise).
En 1701, il fait construire une résidence d'été au hameau de Fillerval à Thury-sous-Clermont.
L'astéroïde (24101) Cassini a été nommé en son honneur ainsi que le cratère lunaire Cassini qu'il partage en mémoire avec son fils Jacques.

### Jacques Cassini

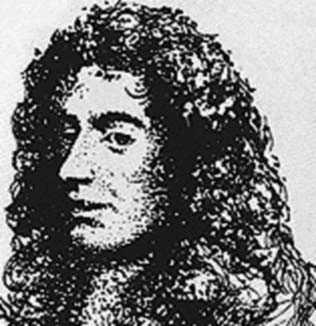
Jacques Cassini

Il est le fils de Giovanni Domenico Cassini et de Genevève de Laistre. Élevé par son père, il étudie à l'Observatoire de Paris (où, dit-on, il serait né) avant même d'entrer au collège Mazarin. Il devient élève astronome à l'Académie des sciences en 1694, puis il succède à son père en tant que pensionnaire de l'Académie en 1712.
Avec son père, il voyage beaucoup et prend part à de nombreuses opérations astronomiques ou géodésiques. Admis à la Royal Society, en 1696, et à l'Académie de Berlin, il se lie d'amitié avec Newton et Halley. En 1699, accompagné du père Feuillée  il est chargé de déterminer la position géographique de plusieurs ports du Levant. Cartésien militant, il prend position contre la théorie de l'aplatissement terrestre. En 1719, il réside dans le donjon de Clermont à Clermont (Oise) proche de Thury.
Jacques Cassini se voit par ailleurs confier d'importantes charges administratives : maître ordinaire de la Chambre des comptes, puis magistrat à la chambre de justice et conseiller d'État.
Il décrivit une perpendiculaire à la méridienne de France et fournit plusieurs Mémoires à l'Académie, entre autres un grand travail sur l'inclinaison des satellites et de l'anneau de Saturne. Il est l'auteur de plusieurs autres ouvrages, parmi lesquels Éléments d'astronomie (1740) et De la grandeur et figure de la terre (1720).
En 1740, il abandonne progressivement son activité de scientifique et laisse son fils César-François reprendre le flambeau familial. Il lui confie la charge de l'Observatoire et l'établissement de la carte de France. Son autre fils, le marquis Dominique-Joseph de Cassini, suivit quant à lui la carrière des armes.
L'astéroïde (24102) Jacquescassini a été nommé en son honneur ainsi que le cratère lunaire Cassini qu'il partage en mémoire avec son père.

### Dominique-Joseph de Cassini

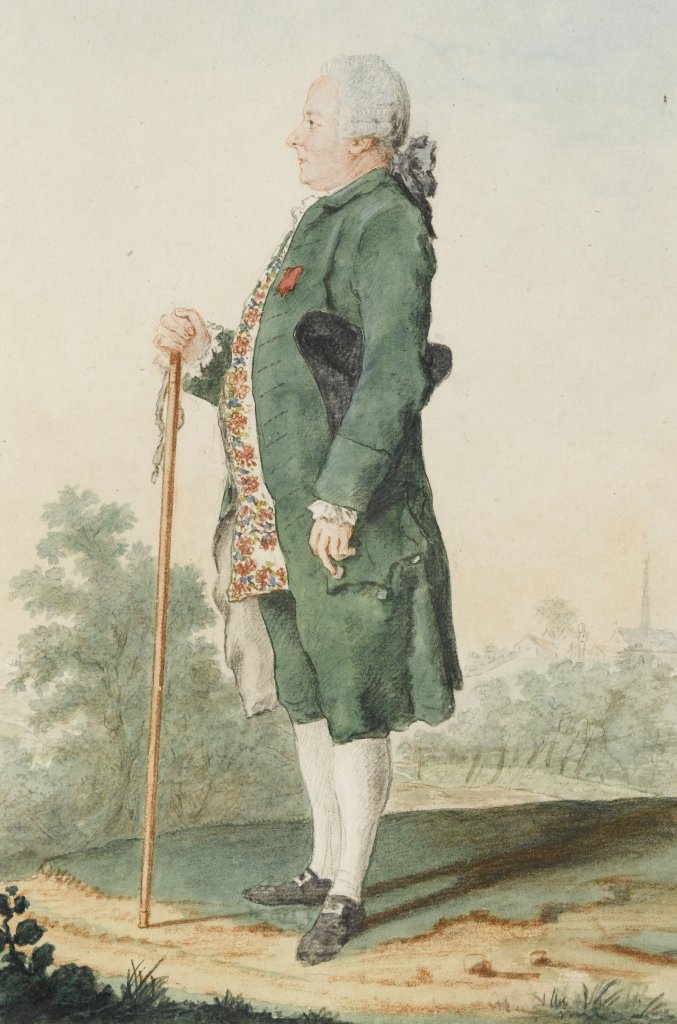
Dominique-Joseph de Cassini

Fils de Jacques Cassini, il rentra dans les mousquetaires du roi en 1732, à l'âge de dix-sept ans.
Capitaine d'un régiment de cavalerie le 19 février 1734, il est fait chevalier de l'ordre royal et militaire de Saint-Louis.
Exempt des gardes du roi en 1743, il se distingue durant la campagne de Flandre et passe dans la première compagnie (« Villeroy ») des gardes du corps du roi de France le 9 avril 1745.
Mestre de camp le 1er décembre 1745 et brigadier des armées du roi en 1759, il est promu maréchal des camps et armées du roi le 16 avril 1767.
Il se fit construire l'hôtel de Cassini en 1768.
Par décret du Grand-duc de Toscane de 1775, Dominique-Joseph a obtenu le droit de siéger au Sénat de Sienne, ville dont la famille Cassini est dite être originaire.
Il fut également capitaine de la Chasse royale du prince de Condé.
Son épouse la marquise de Cassini, née Angélique-Dorothée Babaud, qui était la demi-sœur du marquis de Pezay et la nièce de Paul Boësnier de l'Orme et de Pierre Babaud de la Chaussade, fut la maîtresse du prince de Condé et du comte de Maillebois. Lors de leur mariage en 1754, elle apporta 560 000 livres de dot.

### César-François Cassini

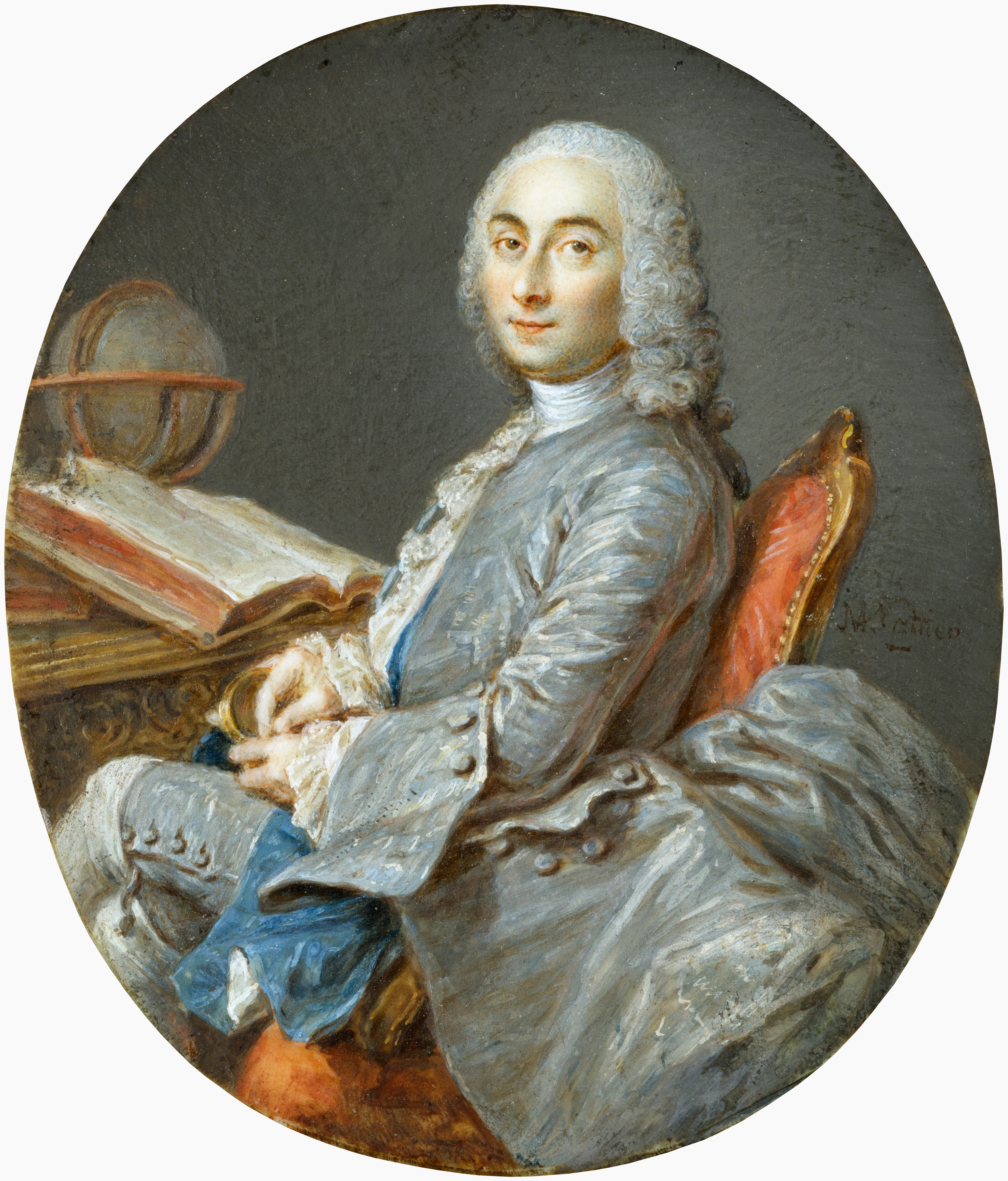
César-François Cassini

César-François Cassini, dit Cassini III ou Cassini de Thury, est le second fils de Jacques Cassini et de Suzanne Françoise Charpentier de Charmois. Élevé par son grand-oncle Jacques-Philippe Maraldi, il montre très tôt des dons pour l'astronomie. Sa carrière scientifique s'engage au moment du débat des cartésiens contre les partisans des théories de Newton, concernant la forme de la Terre. Il entre à l'Académie des sciences comme adjoint astronome surnuméraire en 1735, adjoint astronome en 1741, puis pensionnaire astronome en 1745.
Il épouse en 1747 Charlotte Drouin de Vandeuil, fille de Louis-François Drouyn de Vaudeuil, conseiller du roi et président des trésoriers de France à Soissons, et de Marie-Charlotte Masson, sœur de Pierre-Louis-Anne Drouyn de Vaudeuil, dont il a deux enfants : Jean-Dominique (Cassini IV) qui lui succèdera à l'Observatoire et Françoise Elisabeth, épouse du vicomte Louis-Henri de Riencourt. Il est par ailleurs maître ordinaire à la Chambre des comptes et conseiller du roi, membre étranger de la Royal Society et de l'Académie de Berlin.
Comme tous les Cassini, il habite le même appartement du premier étage de l'Observatoire de Paris dont il deviendra le « Directeur général » avec trois mille livres de rente et il obtiendra que ce droit devienne héréditaire.
Ses travaux astronomiques que l'on retrouve dans les Mémoires de l'Académie des Sciences sont modestes et ne sont pas restés dans l'histoire des sciences. Cassini III sera avant tout un géodésien-cartographe de grand talent. Sa carte de France est un des classiques du genre : il corrigera la méridienne qui passe par l'Observatoire et sera chargé de la description géométrique de la France. Le fruit de ses travaux sera cette belle carte de la France, composée de 180 feuilles, publiée au nom de l'Académie des sciences de 1744 à 1793, et qui offrait la représentation la plus fidèle du pays, sur une échelle d'une ligne pour 100 toises. César Cassini ne pourra achever cette vaste entreprise, et son fils Jean-Dominique Cassini sera chargé de la terminer.
L'astéroïde (24103) Dethury a été nommé en son honneur.

### Jean-Dominique Cassini

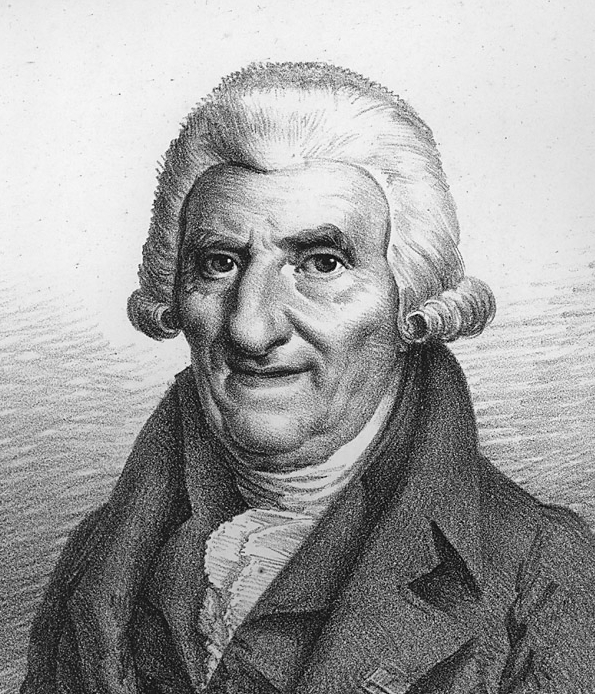
Jean-Dominique Cassini

Fils de César-François Cassini (Cassini III) et de Charlotte Drouin de Vandeuil, il fait ses études secondaires au collège du Plessis à Paris, puis chez les Oratoriens à Juilly. En 1768, il voyage sur l'océan Atlantique en tant que « commissaire pour l'épreuve des montres marines » inventées par Pierre Le Roy. Il voit ainsi les Amériques et les côtes d'Afrique. En 1770, il est élu adjoint astronome à l'Académie royale des sciences, dont il devient membre associé en 1785.
Il prend peu à peu la place de son père, malade, à l'Observatoire, dont il est nommé directeur en 1784. Il tente alors d'engager des réformes : restauration du bâtiment, de plus en plus délabré, et réorganisation du lieu.
Il participe par ailleurs aux travaux sur la carte de France (chargé de la terminer, il en fait hommage à l'Assemblée nationale en 1789) et aux opérations géodésiques de raccordement des méridiens de Paris et de Greenwich.
Aux premières heures de la Révolution française, il se voit confier plusieurs charges politiques et participe aux travaux de la commission de l'Académie chargée de préparer le système métrique. Partisan de la monarchie, il démissionne de ses fonctions en septembre 1793. Dénoncé par le Comité révolutionnaire de Beauvais, il est incarcéré pendant sept mois, de février 1794 à août 1794, au couvent des bénédictins anglais de la rue Saint-Jacques. Relâché, il se retire dans son château de Thury. Il démissionne du Bureau des longitudes en 1795, de l'Institut en 1796, mais, en 1799, il accepte son élection comme membre de la section d'astronomie de la nouvelle Académie des sciences.
Par la suite, il se consacre surtout à des écrits polémiques destinés à se justifier et à défendre le prestige scientifique de sa famille. Ses Mémoires pour servir à l'histoire des sciences et à celle de l'Observatoire royal de Paris paraissent en 1810.
Il ne se consacre plus ensuite qu'à ses charges de maire de Thury et de juge de paix dans le canton de Mouy. Napoléon Ier, puis Louis XVIII, le pensionnent et le décorent. Son fils est Gabriel Cassini.
L'astéroïde (24104) Vinissac a été nommé en son honneur.

### Gabriel Cassini

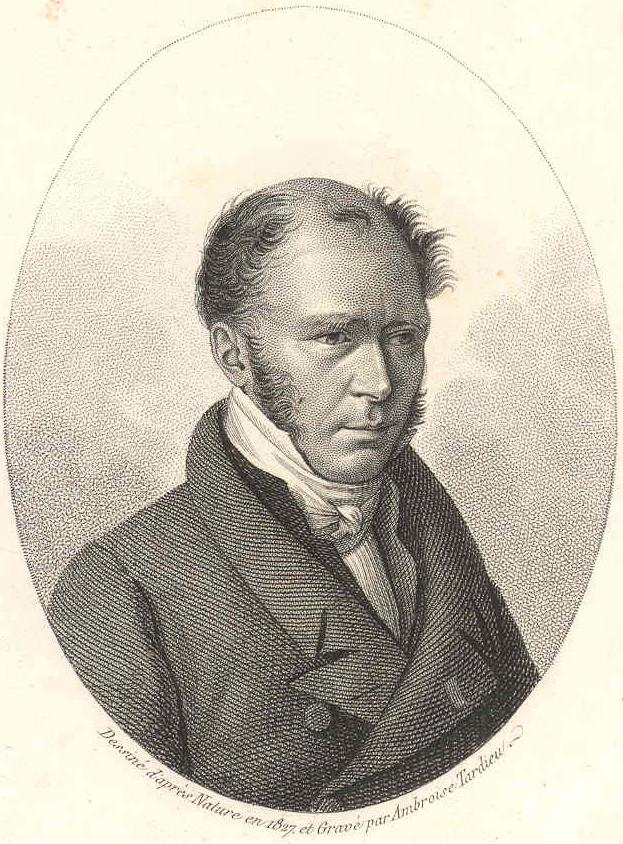
Alexandre Henri Gabriel de Cassini

Entré dans la carrière judiciaire, il devient membre puis vice-président du Tribunal de 1re instance de la Seine en 1811. Conseiller et président de la Cour Royale de Paris et conseiller à la Cour de cassation, il est fait pair de France en 1831.
Il est élu Membre de l'Institut en 1827.
On lui doit des mémoires réunis sous le titre Opuscules phytologiques (1826), qui le firent admettre à l'Académie des sciences en 1827. Il a beaucoup travaillé sur la famille des Astéracées (ou Composées).

## Archives
De nombreux manuscrits et imprimés écrits par les Cassini ou traitant des Cassini sont disponibles en ligne sur la bibliothèque numérique de l'Observatoire de Paris.
- Fonds scientifique Cassini, numérisé par la Bibliothèque de l'Observatoire de Paris
- Exposition virtuelle sur les Cassini

## Pour approfondir